# Bad Spies
Bad Spies ist eine Actionkomödie und Abenteuerfilm von Susanna Fogel, der am 3. August 2018 in die US-amerikanischen und am 30. August 2018 in die österreichischen und deutschen Kinos kam.

## Handlung
Audrey feiert mit ihrer besten Freundin und Mitbewohnerin Morgan in einer Bar ihren 30. Geburtstag. Sie ist sehr verärgert über ihren Ex-Freund Drew, der per Handynachricht kürzlich mit ihr Schluss gemacht hat.
Morgan überredet sie, Drews Sachen, die sich noch in einem Karton in ihrer Wohnung befinden, zu verbrennen, und schickt Drew als „Vorwarnung“ eine SMS.
Was Audrey nicht weiß: Drew ist ein Geheimagent, der derzeit in Litauen unterwegs ist und von Männern, die ihn töten wollen, verfolgt wird. In einem kurzen Anruf verspricht er ihr, zurückzukommen, und bittet sie, seine Sachen in der Zwischenzeit nicht zu verbrennen.
Im Biosupermarkt, in dem Audrey als Kassiererin arbeitet, flirtet sie tags darauf mit einem Mann, der sie bittet, sie nach draußen zu begleiten. Sie wird von ihm aufgefordert, in seinen Transporter zu steigen, in dem sein Kollege Duffer bereits auf die beiden wartet. Er stellt sich als Sebastian Henshaw vor und berichtet ihr, dass Drew für die CIA arbeite und verschwunden sei. Audrey behauptet, von Drew nichts gehört zu haben, und informiert Morgan darüber, dass Drew ein Spion ist.
Drew kehrt wirklich zu Audreys Wohnung zurück, um sein Eigentum zu holen. Darunter befindet sich eine Statue, die ihm sehr wichtig ist und die er einst im Fantasy Football gewonnen hat. Während Drew noch mit Audrey spricht, werden sie von außerhalb der Wohnung beschossen.  Drew schwört Audrey darauf ein, zusammen nach Wien zu reisen und am nächsten Tag in einem Wiener Café die Trophäe seinem Kontakt „Verne“ zu übergeben – es würden viele Leben davon abhängen und sie müsse es alleine tun, sollte er in der Zwischenzeit getötet werden. Sie solle vorsichtig sein und niemandem vertrauen. Drew wird von Morgans ukrainischem One-Night-Stand Victor, den sie am Abend zuvor in der Bar kennengelernt hat und der sich nun ebenfalls als Spion entpuppt, ermordet. Morgan schubst Victor vom Balkon, bevor dieser Audrey angreifen kann, und tötet ihn dadurch.
Nachdem sie aus der Wohnung geflohen sind, überzeugt Morgan Audrey, dass sie nach Wien fliegen sollen. Dort angekommen gehen sie in das Café, das Drew ihnen genannt hat. Jedoch wissen beide nicht, wer sich hinter dem Kontakt „Verne“ verbirgt. Sebastian erscheint im Café und fordert die Trophäe. Audrey übergibt sie ihm widerwillig, während Morgan auf der Toilette auf dem Schild der Kellnerin den Namen Verne liest. Sie versucht noch, Audrey zu warnen, jedoch wird schon das ganze Café aktiv, und eine wilde Schießerei setzt ein. Audrey und Morgan können fliehen und werden von Männern auf Motorrädern gejagt, schaffen es aber, zu entkommen.
Audrey verrät, dass sie noch immer die Trophäe hat, da sie diese mit einer der anderen, die sie als Tarnung am Flughafen gekauft haben, vertauscht hat. Nach einigen Schwierigkeiten gelingt es ihnen, Pässe von zwei Rucksacktouristinnen, die ihnen ähnlich sehen, zu stehlen, um ohne Probleme über die Grenze nach Tschechien zu kommen. Im Zug auf dem Weg nach Prag stellen sie fest, dass die Trophäe im Sockel einen USB-Stick enthält. Morgan ruft ihre Eltern an, zu denen sie ein sehr gutes Verhältnis hat, um einen Rat zu bekommen, wohin sie nun gehen sollen. Ihr Vater rät ihr, in Prag seinen Freund Roger aufzusuchen, der ihm noch einen Gefallen schulde. 
Audrey und Morgan werden von Roger zunächst freundlich empfangen und bekocht, beim Gang auf die Toilette bemerkt Audrey, die sich übergeben muss, jedoch, dass der „echte“ Roger getötet und sie selbst durch das Essen vergiftet wurde. Morgan, die nichts gegessen hat, aber durch eine Spritze betäubt wird, soll nach Audreys Anweisung den USB-Stick schlucken, was diese aber nicht schafft. Den Entführern, dem angeblichen Roger und einer Frau, sagen die beiden, dass sie den Stick die Toilette hinuntergespült haben, bevor sie ohnmächtig werden.
Die beiden Frauen wachen in einer verlassenen Sporthalle auf und werden von der russischen Ex-Turnerin und Attentäterin Nadedja misshandelt und gequält. Sie arbeitet für ein älteres Ehepaar, das sie früher trainierte und das Drew Audrey einst als seine Eltern vorgestellt hat. Um sich zu retten und Nadedja von ihrer Wahrheitsliebe zu überzeugen, erzählen die beiden Frauen, wie nah sie sich als beste Freundinnen stehen, und berichten ihr Details, die sie von der jeweils anderen wissen. Sie ermuntern Nadedja, ihnen auch von ihrer besten Freundin zu erzählen, müssen jedoch erkennen, dass dies für diese lediglich der Schwebebalken ist, an dem sie ihre Gymnastik trainiert.
Draußen vor der Sporthalle sitzen währenddessen Sebastian und Duffer in einem Auto. Duffer hat den Befehl gegeben, die Halle in die Luft zu sprengen. Sebastian schaltet seinen Kollegen aus und nimmt den Befehl zurück, um Audrey und Morgan, die sich mutmaßlich noch im Gebäude befinden, zu retten. Dies gelingt ihm, und im Anschluss bringt er sie nach Paris zu seiner Chefin Wendy, der sie ebenfalls beteuern, dass der USB-Stick in Prag die Toilette hinuntergespült wurde. Die Frauen bekommen Tickets zurück nach Amerika. Sebastian wird wegen seiner Eigenmächtigkeit und der bei der Befreiung erhaltenen Verletzungen beurlaubt. Morgan brüstet sich mit ihren Verdiensten und bewirbt sich vergeblich bei Wendy um einen Job als Spionin.
Auf dem Weg zum Flughafen erklärt Sebastian den beiden, dass Drews „Eltern“ berüchtigte Kriminelle sind – Drew verhandelte mit ihnen, um den USB-Stick zu verkaufen, seine Liebe und die Beziehung zu Audrey kamen ihm jedoch in die Quere. Jetzt, da gesichert ist, dass sie ihm vertrauen kann, gesteht Audrey Sebastian, dass sie den Speicherstick nicht hinuntergespült, sondern stattdessen in ihrer Vagina versteckt hat. Sebastian versucht, die codierte Datei zu entschlüsseln, scheitert aber an sich häufig ändernden Passwörtern. Morgan ruft Edward Snowden an, der in einem Ferienlager in sie „verknallt“ war, und dieser hilft ihnen, die Daten zu decodieren. Sebastian erkennt, dass der USB-Stick tatsächlich voller hochbrisanter Informationen ist.
Das Trio reist in ein Hostel nach Amsterdam, wo sie von Leuten der CIA angegriffen werden. Sebastians Kollege Duffer versucht, an den Speicherstick zu kommen, um ihn im Anschluss zu verkaufen. Sie werden von ihrem Mitbewohner gerettet, der glaubt, dass er einen Raub verhindert hat. Mit Hilfe von Duffers Smartphone können sie vorgeben, dass er im Besitz des USB-Sticks ist, und sicherstellen, dass der Deal wie geplant abläuft. Der Coup soll auf einer privaten Party im Technikmuseum in Berlin über die Bühne gehen. Also verkleiden sich Audrey und Sebastian als das kanadische Botschafterpaar, während Morgan sich unter die Artisten des Cirque du Soleil, der dort auftritt, einreiht.
Bei dem Event wird Sebastian weggelockt und angegriffen, und Morgan ist gezwungen, mit Nadedja, die die Explosion der Lagerhalle überlebt hat, auf dem Trapez zu kämpfen, wo es Morgan gelingt, sie zu töten, indem sie sie zum Abstürzen bringt. Audrey erhält währenddessen eine Nachricht. Sie möchte den Deal nicht platzen lassen, also geht sie dem geheimnisvollen Kontakt allein entgegen. Sie begegnet Drew, der entgegen ihrer Annahme noch am Leben ist. Drew erzählt Audrey, wie sehr er dafür gekämpft habe, sie sehen zu können, macht sich jedoch verdächtig, indem er ihre Handtasche durchsucht, um den USB-Stick zu finden.
Drews „Eltern“ tauchen mit Sebastian als Geisel auf und werden von Drew erschossen. Drew und Sebastian werfen einander vor, Audreys Gefühle zu verletzen und sie zu belügen. Drew schießt Sebastian nieder, und Audrey gibt vor, dankbar für seinen Schutz zu sein, bevor sie seine Waffe ergreift. Als Drew Audrey angreifen will, wird er von Morgan, die sich inzwischen ebenfalls in den Waffenraum geschlichen hat, gestoppt, indem sie eine der ausgestellten Kanonenkugeln auf ihn wirft. Audrey deutet an, dass sie Drew töten wird, und betätigt sogar den Abzug der Waffe, aus der sie jedoch zuvor das Magazin entfernt hat. Drew wird verhaftet, und Sebastian hat dank einer Sicherheitsweste überlebt; das Trio verlässt die Location.
Sebastian gibt Morgan sein Telefon, welches nicht geortet werden kann, damit sie ihre Eltern anrufen und ihnen ein Lebenszeichen geben kann; diese verfolgen gespannt wie die Male zuvor die Nachrichten über die Abenteuer der beiden jungen Frauen. Während des Telefonats erhält Morgan einen Anruf von Sebastians Chefin, die ihn über die Aufhebung der Suspendierung in Kenntnis setzen möchte. Morgan bittet erneut um einen Job als Spionin, während sich Audrey und Sebastian nur wenig entfernt küssen.
Ein Jahr später feiern die beiden Frauen erneut Audreys Geburtstag – diesmal allerdings in Japan. Die Party ist jedoch nur fingiert, und es wird aufgedeckt, dass Audrey und Morgan auf einer Mission sind, um eine Gruppe japanischer Gangster zu stoppen, denn sie arbeiten inzwischen als echte Spione.

## Produktion

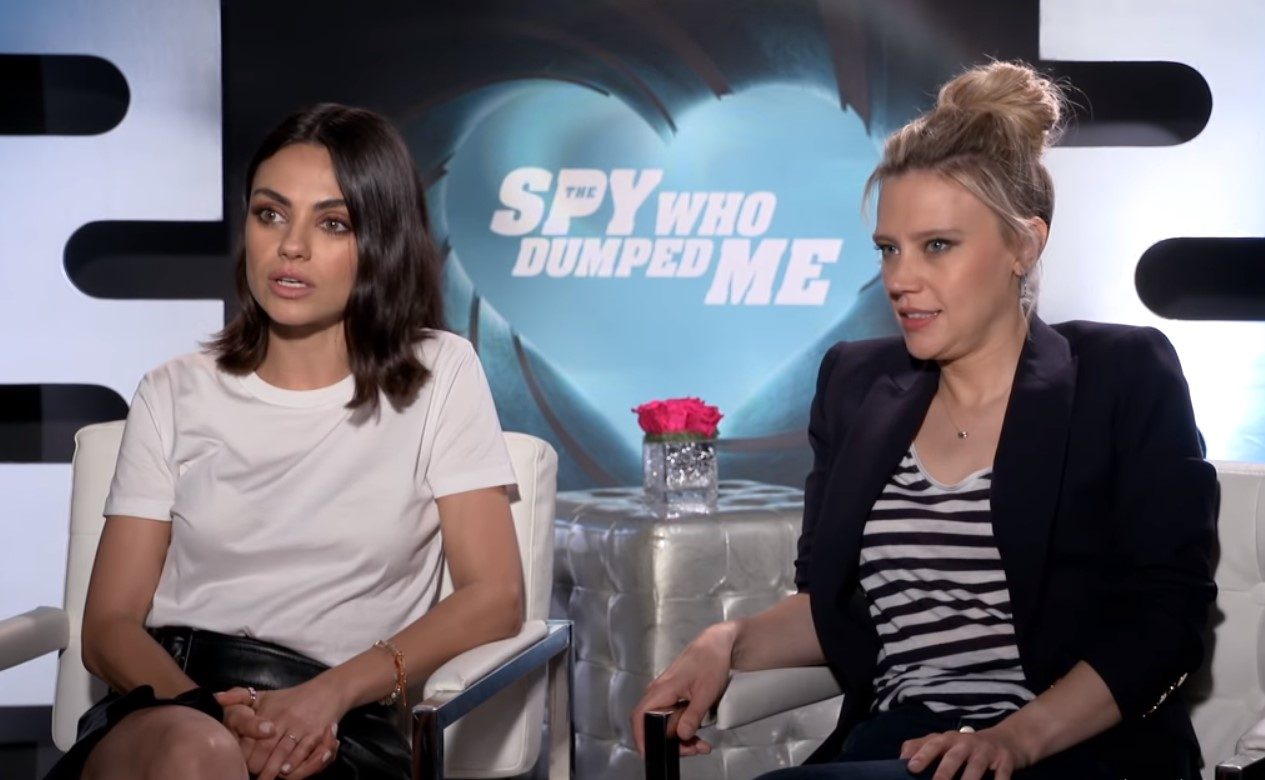
Mila Kunis und Kate McKinnon spielen im Film Audrey und Morgan

The Spy Who Dumped Me (engl. für „Der Spion, der mit mir Schluss gemacht hat“) spielt in seinem Titel auf den James-Bond-Film James Bond 007 – Der Spion, der mich liebte (Originaltitel The Spy Who Loved Me) an.
Regie führte Susanna Fogel, die gemeinsam mit David Iserson auch das Drehbuch zum Film schrieb. In den Hauptrollen sind Mila Kunis und Kate McKinnon und spielen Audrey und Morgan. Die deutsche Synchronisation entstand nach einem Dialogbuch von Michael Schernthaner und der Dialogregie von Axel Malzacher im Auftrag der RC Production Kunze & Wunder GmbH & Co. KG, Berlin. Anja Stadlober spricht in der deutschen Fassung Audrey.
Der Film wurde in verschiedenen europäischen Hauptstädten gedreht. Die Innenaufnahmen entstanden im Sommer 2017 in Budapest, weitere Aufnahmen in Amsterdam, Prag, in der Innenstadt von Wien und in Berlin, wo man im September 2017 drehte, unter anderem im Monbijoupark. Zudem entstanden Aufnahmen in Dänemark. Als Kameramann fungierte Barry Peterson.
Die Filmmusik wurde von Tyler Bates komponiert.  Die Aufnahme entstand im Frühjahr 2018 in den Abbey Road Studios in London.
Ende März 2018 wurde ein erster Trailer zum Film vorgestellt. Der Film kam am 3. August 2018 in die US-amerikanischen und am 30. August 2018 in die deutschen Kinos. Seine Premiere feierte der Film am 25. Juli 2018 in Los Angeles.

## Rezeption

### Altersfreigabe
In den USA erhielt der Film von der MPAA ein R-Rating, was einer Freigabe ab 17 Jahren entspricht. In Deutschland ist der Film FSK 16. In der Freigabebegründung heißt es: „Der Film arbeitet mit typischen Genreelementen und Überzeichnungen, wartet mit klarer Gut-Böse-Zeichnung, slapstickhaften Momenten und Situationskomik, aber auch mit teils sehr wirkmächtig inszenierten Action- und Kampfszenen auf. Das Tempo der Action sowie die Intensität und der kühle Zynismus einiger Gewaltdarstellungen können Kinder und Jugendliche unter 16 Jahren überfordern. 16-Jährige können aber bereits die Genremechanismen entschlüsseln.“ In einer Kritik der dpa zum Film wird hierzu angemerkt, die überraschend gewalttätigen Actionszenen seien seltsam unausgewogen, weil darin in großer Zahl erschossen und aufgespießt, erwürgt und extrem draufgehauen werde. Nachzählende US-Medien seien auf mehr Tote als im jüngsten Mission Impossible gekommen, so die dpa weiter.

### Kritiken
Insgesamt stieß der Film bei den Kritikern auf geteiltes Echo.
Birgit Roschy von epd Film erklärt, Regisseurin Susanna Fogel umarme die Klischees des Action- und Agentengenres mit betontem Augenzwinkern und baue überdies eine unnötige romantische Verzweigung in Gestalt des Spions Sebastian mit ein: „Aber wenn die beiden Frauen jene verschworene Intimität, wie sie sich zwischen besten Freundinnen entwickelt, ausleben, fühlt man sich wie im falschen Film. So beschränkt sich der Spaß auf eine Handvoll Szenen, die mit Witz und Timing aus der disparaten Handlung hervorstechen.“ Der Filmdienst sieht den Film insgesamt positiv und schreibt: „Der Charme der atemlosen Komödie liegt in ihrer Neigung zum absurden Witz, mit dem das Genre, aber auch das Weltgeschehen ironisch kommentiert wird. Überdies erzählt sie mehr über Frauenfreundschaft als über Spionage, was den Plot unterhaltsamer macht als andere Actionthriller.“

### Auszeichnungen
People’s Choice Awards 2018
- Auszeichnung als Filmkomödie des Jahres
- Nominierung als Filmstar des Jahres – Filmkomödie (Mila Kunis)[22]